# كأس الملك غازي
كأس الملك غازي بطولة كأس الملك غازي هي واحدة من أقدم بطولات كرة القدم في العراق. تتوفر المصادر حول أربعة مواسم فاز في أولها (موسم 1931/1932) نادي اللاسلكي وفاز في المواسم اللاحقة نادي القوة الجوية.

## المصدر
- rsssf.com